# HMS Venerable (1784)
HMS Venerable (Корабль Его Величества «Венерэйбл») — 74-пушечный линейный корабль
третьего ранга. Первый корабль Королевского флота, названный HMS Venerable. Третий линейный корабль типа Culloden. Относился к так 
называемым «обычным 74-пушечным кораблям», нёс на верхней орудийной палубе 18-фунтовые пушки. Заложен в апреле 1782 года. Спущен на воду 19 апреля 1784 года на частной верфи Перри и Уэллса в Блэкуолле. Принял участие во многих морских сражениях периода французских революционных и наполеоновских войн, в том числе в Битве при Кампердауне, Сражении в заливе Альхесирас и Гибралтарском ночном сражении.

## Служба
В феврале 1795 года небольшая британская эскадра, под командованием вице-адмирала Адама Дункана на Venerable, была послана в Северное море, чтобы блокировать голландский флот, базирующийся в гавани острова Тексел. В мае 1797 года, во время мятежа в Норе и Спитхеде, эскадра оставалась у Тексела. 3 октября 1797 года Venerable прибыл в Ярмут от Тексела, чтобы запастись провизией и припасами. 9 октября 1797 года отплыл из Ярмута обратно к Текселу.
11 октября 1797 года Venerable был флагманом адмирала Адама Дункана в сражении при Кампердауне. Venerable атаковал голландский авангард и попытался прорезать линию противника между флагманом адмирала де Винтера и следующим в линии Staten-Generaal. Но этот последний сократил дистанцию и закрыл разрыв. Тогда Venerable свалился ему под корму, произведя разрушительный залп по кормовой части голландца, затем привелся к ветру и атаковал с подветра Vrijheid. Вначале ещё три голландца поддержали своего адмирала, и Venerable пришлось выйти из ближнего боя. Но к этому времени подошел 74-пушечный Triumph, уже успевший привести к сдаче Wassenaar, и 64-пушечный Ardent тоже напал на де Винтера. После того как Онслоу одержал победу над голландским арьергардом, он приказал своим наименее поврежденным кораблям плыть на помощь британским судам, ведущим бой с 
превосходящими силами авангарда противника. Так к атаке на Vrijheid присоединился Director, который и дал последний залп по Vrijheid. После сдачи адмирала битва подошла к концу, оставшиеся голландские корабли отступили. В сражении Venerable был серьезно поврежден и потерял 15 человек убитыми и 62 ранеными. Когда во время боя адмиральский флаг Venerable был сбит, молодой матрос Джон Кроуфорд вернул его на место и прибил к мачте. Этот случай дал начало известной легенде, а выражение «прибить флаг к мачте» стало нарицательным.
6 июля 1801 года Venerable, под командованием капитана Сэмюэла Худа, вместе с ещё 5 линейными кораблями атаковал на Альхесирасском рейде французскую эскадру под командованием контр-адмирала Линуа. Хотя англичане нанесли серьезные повреждения всем трем французским линейным кораблям, ни один из них не был захвачен, а англичане вынуждены были отступить, оставив севший на мель Hannibal на произвол судьбы. В 2 часа дня Hannibal сдался. В сражении Venerable был серьезно поврежден и потерял 8 человек убитыми и 25 ранеными.
Потерпев поражение на рейде города Альхесирас, Сумарес ночью с 12 на 13 июля 1801 года вновь атаковал эскадру контр-адмирала Линуа, которая к тому времени соединилась с испанской эскадрой из пяти линейных кораблей, под командованием вице-адмирала Хуана де Морено. На этот раз удача оказалась на стороне англичан: в результате сражения был захвачен один французский корабль, а 2 испанских 112-пушечных корабля, приняв в темноте друг друга за неприятеля, свалились и вместе взлетели на воздух. На рассвете 13 июля Venerable обнаружил французский 80-пушечный Formidable, отставший от остальной эскадры. Venerable устремился в погоню и вскоре догнал его, после чего корабли начали обмениваться залпами. Venerable нанес противнику серьезные повреждения, но, лишившись сначала бизани, а затем грот- и фок-мачты, сильно отстал, и французский корабль смог соединиться со своей эскадрой. Venerable, ставший практически неуправляемым, лёг в дрейф и вскоре сел на мель в 12 милях к югу от Кадиса. Thames помог Venerable сняться с мели, после чего взял его на буксир и доставил в Гибралтар, где через несколько дней он был отремонтирован. В сражении с Formidable потерял 18 человек убитыми и 87 ранеными, потери его противника были столь же серьезными.

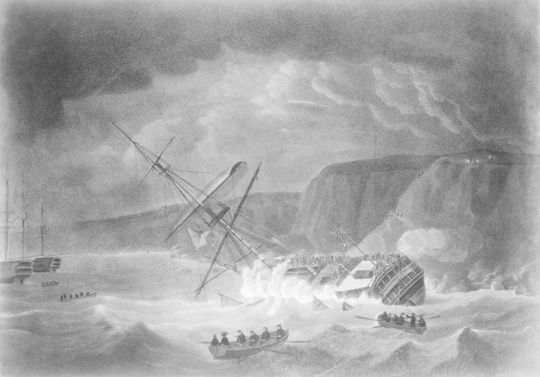
Гибель Venerable

В апреле 1804 года Venerable, под командованием капитана Рейнольдса, входил в состав прибрежной эскадры, блокирующей французский флот в Бресте. Когда к эскадре присоединился контр-адмирал Гравес на Aurora, он перенес свой флаг на Venerable.
24 ноября 1804 года Venerable, под командованием капитана Джона Хантера, сел на мель у побережья Торбея. Попытка снять корабль не увенчалась успехом и тогда на помощь Venerable подошли Impetueux и Goliah,  шлюпки которых начали эвакуировать с корабля его экипаж. Спасательная операция продолжалась до самого утра, когда с Venerable были сняты последние 18 человек. Сам корабль потерял все мачты, получил пробоину ниже ватерлинии и в конечном итоге был разбит о скалы. Трибунал, состоявшийся 11 декабря полностью оправдал капитана Хантера, его офицеров и экипаж.